# 日本の銀行一覧
日本の銀行一覧（にほんのぎんこういちらん）は、日本国内に本店・在日支店を置く銀行を一覧にしたものである。

## 概要
なお、下記のカテゴリページにおいて、各分類別の銀行一覧を参照できる。
- Category:日本の銀行
  - Category:都市銀行
  - Category:地方銀行
  - Category:第二地方銀行
  - Category:新たな形態の銀行
  - Category:信託銀行
  - Category:政策金融機関（政府系金融機関）

過去に存在した銀行については、下記のカテゴリページを参照。
- Category:かつて存在した日本の銀行

※ 銀行名の前の数字は、「統一金融機関コード」。ただし本記事の正確性を保証するものではなく、取引に利用する際には必ず金融機関にて確認されたい。

## 中央銀行
- 0000　日本銀行 - 日銀

## 普通銀行

### 都市銀行
- 0001　みずほ銀行 - MHBK
- 0005　三菱UFJ銀行 - MUFG
- 0009　三井住友銀行 - SMBC
- 0010　りそな銀行
- 0017　埼玉りそな銀行

### 地方銀行

#### 北海道（北海道財務局）
- 0116　北海道銀行（北海道） - 道銀

#### 東北（東北財務局）
- 0117　青森みちのく銀行（青森県）
- 0119　秋田銀行（秋田県） - あきぎん
- 0120　北都銀行（秋田県）
- 0121　荘内銀行（山形県） - 荘銀
- 0122　山形銀行（山形県） - 山銀、やまぎん
- 0123　岩手銀行（岩手県） - いわぎん
- 0124　東北銀行（岩手県） - とうぎん
- 0125　七十七銀行（宮城県） - しちしち
- 0126　東邦銀行（福島県）

#### 関東甲信越（関東財務局）
- 0128　群馬銀行（群馬県） - 群銀、ぐんぎん、GB
- 0129　足利銀行（栃木県） - あしぎん、足銀
- 0130　常陽銀行（茨城県） - 常銀、じょうぎん、常陽
- 0131　筑波銀行（茨城県）
- 0133　武蔵野銀行（埼玉県） - むさしの、武銀
- 0134　千葉銀行（千葉県） - ちばぎん
- 0135　千葉興業銀行（千葉県） - ちば興銀、こうぎん、ちばこうぎん
- 0137　きらぼし銀行（東京都） - きらぼし
- 0138　横浜銀行（神奈川県） - 浜銀、はまぎん
- 0140　第四北越銀行（新潟県）
- 0142　山梨中央銀行（山梨県） - 中銀
- 0143　八十二銀行（長野県） - はちに

#### 北陸（北陸財務局）
- 0144　北陸銀行（富山県） - ほくぎん
- 0145　富山銀行（富山県）
- 0146　北國銀行（石川県） - 北國、ほっこく
- 0147　福井銀行（福井県） - 福銀

#### 東海（東海財務局）
- 0149　静岡銀行（静岡県） - しずぎん
- 0150　スルガ銀行（静岡県）
- 0151　清水銀行（静岡県）
- 0152　大垣共立銀行（岐阜県） - OKB
- 0153　十六銀行（岐阜県）
- 0154　三十三銀行（三重県）
- 0155　百五銀行（三重県）

#### 近畿（近畿財務局）
- 0157　滋賀銀行（滋賀県） - しがぎん
- 0158　京都銀行（京都府） - 京銀
- 0159　関西みらい銀行（大阪府）
- 0161　池田泉州銀行（大阪府）
- 0162　南都銀行（奈良県）
- 0163　紀陽銀行（和歌山県）
- 0164　但馬銀行（兵庫県） - 但銀

#### 中国（中国財務局）
- 0166　鳥取銀行（鳥取県） - とりぎん
- 0167　山陰合同銀行（島根県） - ごうぎん
- 0168　中国銀行（岡山県） - 中銀
- 0169　広島銀行（広島県） - ひろぎん
- 0170　山口銀行（山口県） - 山銀、やまぎん

#### 四国（四国財務局）
- 0172　阿波銀行（徳島県） - あわぎん、阿波銀
- 0173　百十四銀行（香川県）
- 0174　伊予銀行（愛媛県） - いよぎん、伊予銀
- 0175　四国銀行（高知県） - 四銀

#### 九州・沖縄

##### 福岡財務支局管轄
- 0177　福岡銀行（福岡県） - 福銀、ふくぎん
- 0178　筑邦銀行（福岡県） - 筑銀
- 0190　西日本シティ銀行（福岡県） - 西銀、西日本シ銀、シティ銀
- 0191　北九州銀行（福岡県）
- 0179　佐賀銀行（佐賀県） - 佐銀
- 0181　十八親和銀行（長崎県）

##### 九州財務局管轄
- 0182　肥後銀行（熊本県） - 肥銀、ひぎん
- 0183　大分銀行（大分県） - 大銀、だいぎん
- 0184　宮崎銀行（宮崎県） - 宮銀、みやぎん
- 0185　鹿児島銀行（鹿児島県） - 鹿銀、かぎん

##### 内閣府沖縄総合事務局財務部管轄
- 0187　琉球銀行（沖縄県） - りゅうぎん
- 0188　沖縄銀行（沖縄県） - 沖銀、おきぎん

### 第二地方銀行

#### 北海道
- 0501　北洋銀行（北海道） - 北洋

#### 東北
- 0508　きらやか銀行（山形県）
- 0509　北日本銀行（岩手県） - きたぎん
- 0512　仙台銀行（宮城県）
- 0513　福島銀行（福島県）
- 0514　大東銀行（福島県）

#### 関東甲信越
- 0516　東和銀行（群馬県）
- 0517　栃木銀行（栃木県） - 栃銀
- 0522　京葉銀行（千葉県） - アルファバンク
- 0525　東日本銀行（東京都）
- 0526　東京スター銀行（東京都）
- 0530　神奈川銀行（神奈川県） - かなぎん
- 0532　大光銀行（新潟県） - たいこう
- 0533　長野銀行（長野県） - ながぎん

#### 北陸
- 0534　富山第一銀行（富山県）
- 0537　福邦銀行（福井県）

#### 東海
- 0538　静岡中央銀行（静岡県） - しずちゅう
- 0542　あいち銀行（愛知県）
- 0543　名古屋銀行（愛知県） - 名銀

#### 近畿
- 0562　みなと銀行（兵庫県）

#### 中国
- 0565　島根銀行（島根県）
- 0566　トマト銀行（岡山県）
- 0569　もみじ銀行（広島県）
- 0570　西京銀行（山口県）

#### 四国
- 0572　徳島大正銀行（徳島県）
- 0573　香川銀行（香川県） - 香銀、かぎん
- 0576　愛媛銀行（愛媛県） - ひめぎん
- 0578　高知銀行（高知県） - 高銀、こうぎん

#### 九州・沖縄
- 0582　福岡中央銀行（福岡県） - ふくちゅう
- 0583　佐賀共栄銀行（佐賀県） - きょうぎん
- 0585　長崎銀行（長崎県） - ちょうぎん
- 0587　熊本銀行（熊本県） - くまぎん
- 0590　豊和銀行（大分県）
- 0591　宮崎太陽銀行（宮崎県）
- 0594　南日本銀行（鹿児島県） - 南銀、なんぎん
- 0596　沖縄海邦銀行（沖縄県） - かいぎん

### 新たな形態の銀行
2000年のジャパンネット銀行以後、新規に設立された銀行。何らかの特定業務に特化している。

#### ネット銀行
- 0033　PayPay銀行（旧：ジャパンネット銀行） - ヤフーと三井住友フィナンシャルグループによる合弁。
- 0035　ソニー銀行（ソニーフィナンシャルホールディングス）
- 0036　楽天銀行（楽天グループ）
- 0038　住信SBIネット銀行 - 住友信託銀行とSBIホールディングスによる合弁。
- 0039　auじぶん銀行（auフィナンシャルホールディングス）
- 0041　大和ネクスト銀行（大和証券グループ本社）
- 0043　みんなの銀行 - ふくおかフィナンシャルグループが設立。全てのサービスがスマートフォンで完結する銀行となっている。
- 0044　UI銀行 - 東京きらぼしフィナンシャルグループが設立。
- 0310　GMOあおぞらネット銀行（あおぞら銀行子会社）

##### 流通系
- 0034　セブン銀行 - セブン&アイ・ホールディングスの店舗内のATMの設置・運営と、個人の決済業務を主体とする。ATM網の全国展開。
- 0040　イオン銀行 - イオングループ店舗にインストアブランチという形で一般に言う支店（有人拠点）を設け、多くの店舗に多機能ATMを設置。ショッピングセンター利用の個人を対象。
- 0042　ローソン銀行 - ローソン店舗内に設置。キャッシュレスサービスに重点。

### かつての長期信用銀行・商工組合中央金庫（LONGS加盟行）
- 0397　SBI新生銀行（2004年4月1日、普通銀行に転換）
- 0398　あおぞら銀行（2006年4月1日、普通銀行に転換）
- 2004　商工組合中央金庫

### ゆうちょ銀行
- 9900　ゆうちょ銀行

### 外国銀行の日本現地法人
- 0472　SBJ銀行 - 新韓銀行を中核とする ｢新韓金融グループ｣ の日本現地法人。

## 信託銀行
太字の信託銀行はいわゆるリテール系信託（予定を含む）。
- 0288 三菱UFJ信託銀行（三菱UFJフィナンシャル・グループ傘下）
- 0289 みずほ信託銀行（みずほフィナンシャルグループ傘下）
- 0294 三井住友信託銀行（三井住友トラスト・ホールディングス傘下）
- 0295 ニューヨークメロン信託銀行
- 0297 日本マスタートラスト信託銀行
- 0299 ステート・ストリート信託銀行
- 0300 SMBC信託銀行（三井住友フィナンシャルグループ）
- 0304 野村信託銀行（野村ホールディングス）
- 0307 オリックス銀行（オリックス信託銀行から商号変更、オリックスグループ）
- 0311 農中信託銀行（農林中央金庫子会社）
- 0320 新生信託銀行（SBI新生銀行子会社）
- 0321 日証金信託銀行（日証金子会社）
- 0324 日本カストディ銀行

## 政策金融機関（政府系金融機関）
- 9930　日本政策投資銀行
- 9932　日本政策金融公庫
- 9933　国際協力銀行
- 9944　沖縄振興開発金融公庫
- 9940　地方公共団体金融機構
- 0000　住宅金融支援機構

## 継承銀行
- 2213　整理回収機構

## 在日外国銀行
- 0401　 シティバンク、エヌ・エイ東京支店
- 0402　 JPモルガン・チェース銀行
- 0403　 バンク・オブ・アメリカ・エヌ・エイ
- 0411　 香港上海銀行
- 0413　 スタンダードチャータード銀行
- 0414　 バークレイズ
- 0415　 ロイヤル・バンク・オブスコットランド・ピーエルシー
- 0421　 クレディ・アグリコル銀行
- 0423　 ハナ銀行
- 0424　 バンク・オブ・インディア
- 0425　 兆豐國際商業銀行
- 0426　 バンコック銀行
- 0429　 バンクネガラインドネシア（英語版）
- 0430　 ドイツ銀行
- 0432　 ブラジル銀行
- 0438　 ユナイテッド・オーバーシーズ銀行
- 0439　 ユービーエス
- 0443　 ビー・エヌ・ピー・パリバ銀行
- 0444　 オーバーシー・チャイニーズ銀行
- 0445　 ソシエテ・ジェネラル銀行
- 0456　 ユバフーアラブ・フランス連合銀行
- 0458　 DBS銀行
- 0459　 パキスタン・ナショナル銀行（英語版）
- 0460　 クレディ・スイス銀行
- 0461　 コメルツ銀行
- 0468　 インドステイト銀行
- 0471　 カナダロイヤル銀行
- 0477　 ウリィ銀行
- 0482　 アイエヌジーバンク エヌ・エイ
- 0484　 ナショナル・オーストラリア銀行
- 0485　 オーストラリア・ニュージーランド銀行
- 0487　 オーストラリア・コモンウェルス銀行
- 0489　 中国銀行
- 0495　 ステート・ストリート銀行
- 0498　 中小企業銀行
- 0603　 韓国産業銀行
- 0607　 彰化商業銀行
- 0608　 ウェルズ・ファーゴ銀行
- 0611　 第一商業銀行
- 0612　 台湾銀行
- 0615　 交通銀行
- 0616　 メトロポリタン銀行
- 0617　 フィリピン・ナショナル・バンク
- 0619　 中国工商銀行
- 0621　 中國信託商業銀行
- 0623　 インテーザ・サンパオロ・エッセ・ピー・ア
- 0624　 國民銀行
- 0625　 中国建設銀行
- 0627　 ビルバオ・ビスカヤ・アルヘンタリア銀行
- 0630　 中国農業銀行
- 0631　 台新國際商業銀行
- 0632　 玉山銀行
- 0633　 台湾中小企業銀行
- 0634　 ユーロクリア・バンク・エスアー・エヌヴェー